# Triplophysa tenuicauda
Triplophysa tenuicauda és una espècie de peix de la família dels balitòrids i de l'ordre dels cipriniformes.

## Morfologia
Els mascles poden assolir 6 cm de longitud total.

## Distribució geogràfica
Es troba al Pakistan, l'Índia i la República Popular Xina.